# Ténès
Ténès és una ciutat turística de la província de Chlef, a la costa algeriana, situada aproximadament a 200 km a l'oest de la capital Alger. Al cens del 2008 consta amb una població de 35.459 habitants. Es troba a uns 50 km al nord de Chlef, la capital de la província a la vora de l'uadi Tnes o uadi Allala. El cap de Ténès és al nord-est de la vila i és un promontori de 642 metres d'altura, però la muntanya més alta a la rodalia de Ténès a la zona litoral coneguda com a Dahra és el mont Tazanount, amb 779 metres.

## Història
Ténès és una ciutat antiga que ja existia al segle viii aC, i en aquella època s'anomenava Cartinna o Cartenna o Cartennas i el plural Cartenes (Cartenae o Carthenes) suggereixen dues ciutats, una antiga berber i un altre una dependència portuària, la primera al uadi Allala a 1,5 km de la seva desembocadura. Fou primer una ciutat fenícia i cartaginesa, i més tard dominada pels romans; el 30 aC s'hi va establir una colònia de veterans d'August de la Legio II; al segle iv fou devastada durant la revolta de Firm el 372-375. La ciutat va participar del cisma rogatista iniciat pel bisbe de Cartenes, Rogat i continuada per Venanci el Rogatista.
Ocupada pels vàndals al segle v, els romans d'Orient la van recuperar al segle vi. La llegenda diu que les tribus d'aquesta ciutat decidiren premiar els romans que els havien lliurat de l'opressió dels vàndals, posant el nom del líder de l'exèrcit romà, Tenes, a la seva ciutat alliberada.
Més tard, la ciutat fou conquerida pels àrabs que predicaven l'islam al nord d'Àfrica. Més o menys subjecte al califat omeia, entre el 750 i el 760 es va escapar del seu control davant els kharigites que la van dominar un temps indeterminat fins que va reconèixer a l'imam rustàmida vers 780 o 790. Va sorgir després (vers 830 o més tard) un estat independent que segons la tradició va tenir origen en l'idríssida Ibrahim ibn Muhammad ibn Sulayman ibn Abd Allah al-Kamil, fill de Muhammad i net de Sulayman ibn Abd Allah el-Kamil (germà d'Idris I i que fou emir de Tlemcen des de 786.
Colònies andalusines s'hi van establir el 875/876 convidades pels habitants; primer se'ls van reunir més andalusins però finalment el lloc no els va agradar prou i van emigrar a al-Mariya Badjdjana (Bajjana) on van fundar un petit estat mercantil. S'hi van instal·lar llavors 400 famílies del Suk Ibrahim (a dos dies a l'oest en direcció a Tlemcen) i es va construir un castell; va sorgir una ciutat nova que tenia mesquita i una muralla amb cinc portes i separada de la vella ciutat romana. El seu nom fou Tanas al-Haditha (Ténès la Nova) i el riu Nahr Tanatin (avui uadi Tnes o uadi Allala); la ciutat romana era coneguda com a Tanas al-Kadima (Ténès la Vella).
Els descendents d'Ibrahim ibn Muhammad van governar fins al 910 quan la ciutat fou ocupada pels fatimites i fou deixada en mans dels sanhadja fins que Ziri ibn Atiyya al-Maghrawi la va conquerir el 998 o 1000; Ziri va morir el 1001 i el va succeir el seu fill al-Muizz ibn Ziri, que no compartia la política del seu pare en contra d'Almansor, primer ministre (hadjib) del califa omeia de Còrdova i vers el 999 ja havia estat establert pel hadjib cordovès com a governador de la dinastia a Fes. A la mort d'Almansor l'11 d'agost de 1002 el va succeir el seu fill Abd-al-Màlik al-Mudhàffar que tot seguit (1002/1003) va nomenar al maghrawa al-Muizz ibn Ziri com a governador de tot el Maghrib al-Aksa (amb seu a Fes) i el 1006 li va enviar la carta d'investidura, quedant exclòs el territori de Sigilmasa on regnava una altra branca maghrawa fidel a Còrdova. El 1012 a la caiguda del califa, va quedar independent. Al-Muizz va morir el 1026 i el va succeir son cosí patern Hamama ibn al-Muizz ibn al-Atiyya que ja el 1025 havia estat associat al govern i designat hereu. El 1032 va esclatar la guerra amb els Banu Ifran de Salé (Shalla) governats per Abu l-Kamal Tamim ibn Ziri que va avançar sobre Fes i la va ocupar (1033). Hamama es va retirar a l'est cap a Oudja i Ténès a la part oriental del seu regne. Hi va restar cinc anys reclutant tropes i preparant la tornada que es va produir el 1037/1038. El 1038 Abu l-Kaman es va haver de retirar de Fes i retornar a Salé. Seguidament Hamama va seguir la política antisanhadjiana tradicional i va combatre el hammàdides, dinastia fundada per Hammad ibn Bulugguín ibn Ziri que tenia per centre a la Kala fundada el 1008. El príncep hammàdida al-Kaid ibn Hammad (1028-1054) fill del fundador, va subornar amb fortes quantitats a les tropes zenetes d'Hamama i davant la imminència de la defecció dels soldats, Hamama va fer submissió als hammàdides i va retornar a Fes on va morir entre 1039 i 1041/1042. El successor fou el seu fill Abu Attaf Dunas ibn Hamama (vers 1040/1041 a 1060) a la mort del qual el 452 de l'hègira (1060) el va succeir el seu fill al-Fatuh ibn Dunas al que es va oposar el seu germà Adjisa ibn Dunas que es va apoderar de Fes mentre al-Fatuh tenia centre a Ténès; es va iniciar una guerra civil que va durar més de dos anys fins que Adjisa va morir en combat i al-Fatuh va poder regnar sense oposició però als pocs mesos fou enderrocat per l'emir hammàdida Buluggin ibn Muhammad (1055-1062).
El príncep hammàdida es va retirar i els maghrawes van portar al tron un parent del darrer emir, de nom Muannasar (o Muansar) ibn Hamad ibn Manusar ibn al-Muizz ibn Atiyya (1063) just per fer front als almoràvits que començaven a acostar-se al Marroc. El mateix 1063 Mannasar fou derrotat pels almoràvits en una gran batalla i es va haver de refugiar amb la tribu berbers Sadina, i Fes va caure en mans dels guerrers de Yússuf ibn Taixfín, però vers el 1065 el governador deixat per aquest a Fes fou derrotat per Muannasar que va recuperar la ciutat. El 1067 els almoràvits van assetjar Fes i Muannasar va intentar una sortida i es diu que va morir en la lluita (una altra versió diu que va fugir i va morir després lluitant contra els hammàdides). La població de Fes va proclamar emir al fill, Tamim ibn Muannasar però el 1069 la ciutat va caure en mans dels almoràvits i Tamim fou executat; tres mil maghrawes, ifranites, miknasites i zenetes de Fes foren assassinats tanmateix per orde del sobirà almoràvit; una part dels que van poder escapar de la matança es van refugiar a Tlemcen i a Tènes. El 1080/1081 els almoràvits ocupaven aquestes ciutats. Als almoràvists van seguir els almohades.
A la dissolució de l'imperi almohade al segle xiii van formar part del regne dels Awlad Mandil fundat per al-Abbàs ibn Mandil ibn Abd-ar-Rahman, governador del Xelif (1226-1249) que va adquirir Mliana, Ténès, Brechk i Cherchell dels hàfsides, com a vassall; el va succeir el seu germà Muhàmmad ibn Mandil, que va governar del 1249 al 1263, sent assassinat pel seu germà i successor Aid ibn Mandil, que va governar a Ouarsenis i Madiyya (Médéa) del 1263 al 1269; fou enderrocat pels abdalwadites que van posar al tron a un altre germà de nom Úmar ibn Mandil; entre 1269 i 1271/1272 les diverses tribus maghrawa del Chelif van reconèixer la sobirania dels abdalwadites de Tlemcen però això no fou obstacle perquè Abu-Yahya I Yaghmuràssan ibn Zayyan el 1273/1274 fes una expedició a la zona. Això només fou el primer episodi de les guerres que van enfrontar als maghrawes del Chelif amb els abdalwadites, que van durar cent anys. Thàbit ibn Mandil, successor del seu germà Úmar el 1278, va governar fins al 1294. Va vendre Ténès als abdalwadides (1282) esperant obtenir Miliana a canvi; la va recuperar el 1283 però la va perdre altre cop davant els abdalwadites per poc temps el 1287 i altre cop el 1289 (quan Abu-Saïd Uthman I de Tlemcen va ocupar Ténès als Maghrawa i Lamdiyya als Banu Tudjin. Muhàmmad ibn Thàbit fou emir del 1294 al 1295 quan els abdalwadites van ocupar les seves terres el 1295 i van sotmetre tot l'emirat i les tribus maghrawes.
Els marínides estaven en guerra amb els abdalwadites (el setge de Tlemcen va durar del 1290 al 1305) i un germà de nom Rashid ibn Thabit ibn Mandil va demanar ajuda als marínides del Marroc (1295), i llavors els marínides van restaurar l'emirat del Xelif i el van assignar a Umar ben Waghram ben Mandil (vers 1299-1303) tot i que una cosina estava casada amb el sultà marínida, i tenia un germà de nom Ràixid ibn Muhàmmad ibn Thàbit; aquest, decebut, es va posar al servei dels prínceps hàfsides de Bugia, va iniciar la lluita contra els abdalwadites a la Mitidja el 1303/1304 i se li va unir un altre cap maghrawa anomenat Munif ibn Thabit suposadament el seu oncle. Va dominar la capital maghrawa, Mazuna, i amb el suport dels hàfsides de Bugia (Bidjaya) va derrotar a Umar ben Waghram, dirigint els Maghrawa del 1303/1304 al 1310. El sultà abdalwadita Abu-Zayyan I (1304-1308) va fer una expedició el 1307 segons sembla en revenja pel suport dels maghrawes a l'atac i setge marínida a Tlemcen, expedició que després va continuar el sultà Abu-Hammu I (1308-1318). En l'expedició del 1307 les viles de la vall del Chelif foren sotmeses per les forces abdalwadites i s'hi van instal·lar governadors obligant als maghrawes a fugir a les muntanyes. Rashid va mantenir la lluita del 1307 al 1310.
Alí ibn Ràixid, el fill de Ràixid, va viure exiliat a l'Àndalus, després d'una derrota dels abdalwadites contra els marínides (1342), va anar al Magreb i fou rebut a Mazuna, i tot seguit es va apoderar de Mliana, Ténès, Brechk i Cherchel, restablint l'emirat dels Maghrawa (1348); Abu-Thàbit I, emir abdalwadita de Tlemcen va derrotar finalment a Ali ibn Rashid (1351) que es va suïcidar. Ténès fou ocupada i els guerrers maghrawes es van refugiar a la fortalesa d'Adjru, que dominava la ciutat de Ténès que els abdalwadites no van poder ocupar a causa de la invasió marínida de Tlemcen. Els marínides van dominar l'emirat de Tlemcen fins al 1359 i, per tant, Ténès va quedar pels marínides fins aquest any i després fou dels abdalwadites.
El fill Hamza ibn Alí, va viure al Marroc amb els marínides des de 1352 a 1371, any en què va retornar al Xelif i es va revoltar contra els marínides amb l'ajut de les tribus maghrawes que poblaven la regió; el 1372 Abu-Hammu II recuperava el poder a l'emirat abdalwadita (1372-1383) i reunia al seu exèrcit per marxar contra els maghawes; els va derrotar completament, i Timzughat, la seva residència al centre del territori, fou ocupada pels abdalwadites. Ténès i Miliana es van entregar sense lluita. Els maghrawes van quedar totalment subjectes i per evitar l'esclavatge van emigrar (1373). Hamza va fugir un temps i va ser capturat i executat (1372/1373).
El 1466 Ténès, Lamdiyya i Mliana es van sotmetre a un exèrcit hàfsida que marxava contra Tlemcen. L'hàfsida Abu-Úmar Uthman (1435-1488) va encunyar moneda a Ténès. Una branca dels abdalwadites va governar a Ténès potser sota vassallatge hàfsida; els hilàlides Zughba que dominaven la regió s'havien dividit en diverses subtribus i una d'elles, els Swid, vassalls del reietó de Ténès, foren l'origen de la unió d'aquestes subtribus en la nova tribu àrab Mhal, que dominava a Ténès, Mazuna, Mostaganem, Mazagran, la vall del Shlef, la vall del Sig i el Riu Salado; el cap dels Mhal, Hamid al-Abd, es va aliar als espanyols d'Orà, però fou derrotat pels turcs i els seus aliats algerians i va perdre Ténès (1516). Des de Ténès els turcs van poder conquerir (1517) Mazuna, la Kala dels Banu Rashid i Tlemcen. Des de llavors, Ténès va anar perdent la seva fama i importància i es convertia en una ciutat aïllada.
El 1533 hi havia una guarnició otomana reduïda de 25 homes manats per un kayed; el governador era enviat des d'Alger i residia al palau de la fortalesa. Al segle xviii produïa cereals, mel i bestiar però era coneguda a Europa com a lloc d'origen de part del blat que s'importava.
Les tribus de la regió van quedar relativament aïllades de la invasió francesa. Després de la derrota francesa de 21 de novembre de 1836 davant el bei de Constantina es va decidir negociar i es va signar el tractat de Tafna de 30 de maig de 1837 amb Abd el-Kader; Ténès i Cherchell (Sersell) van restar els únics ports pels quals Abd el-Kader podia exportar els productes de la zona lliure, principalment llana i cereals cap a Alger o cap Europa, i per abastir els seus territoris amb productes de fora com sofre, ferro, acer, etc. El port va tenir un gran creixement el 1838; com que l'emir temia una ocupació francesa per sorpresa hi va instal·lar una guarnició. El 1840 es va reprendre la guerra i el gener 1842 els francesos van temptar la resistència de Ténès amb un atac des de Sersell; un segon atac l'abril de 1843 va portar a l'ocupació de la ciutat l'1 de maig de 1843 després de prometre el respecte a la vida i béns de les persones i la seva religió; allí es va fundar un campament (Ténès-Camp) per oposició a la ciutat (Ténès-Ville) que va ocupar el lloc de l'antiga ciutat romana; es van formar els caidats de Ténès i el dels Banu Madun al sud de la ciutat, i els aghaliks de Bani Hawwa a l'est (1844). Abd el-Kader va retornar al final del 1845 i es va instal·lar a l'alt Ghiw amb la tribu Kuraysh a l'aghalik dels Hshem Shraga però fou rebutjat pels francesos i bona part dels kuraysh foren massacrats pels francesos (31 de desembre de 1845) poc després de la rendició de l'emir el 23 de desembre de 1845. El 1851 la Vella Tenès i la Nova van quedar unides en una sola ciutat
El 1852 la població de la ciutat va caure a un nivell molt baix: 1208 europeus i 134 musulmans. El 1854 la Vella Ténès tenia 1.150 habitants. Però durant la guerra de Crimea (1854-1856) es va recuperar com a dipòsit de farratge, grans i farines que eren enviats al teatre d'operacions. Del 1866 a 1872 hi va haver una epidèmia de fam a la vall del Xelif i la població de Ténès va disminuir un 30%; després encara la misèria fou important. El 1868 van començar els treballs del nou port que no es van acabar fins al 1914. El 1924 es va obrir una línia fèrria fins Orléansville (moderna Chlef o Shlef), però es va tancar el 1937. Durant la guerra de la independència després del 1954, la població musulmana de Ténès va patir el reagrupament en un 69,6%, una de les taxes més altes; al treure als camperols de la seva terra, el territori, que era autosuficient, va esdevenir dependent.